# هيروتشيكا ميوشي
هيروتشيكا ميوشي (باليابانية: 三好 洋央) (17 مايو 1987 في ناغاساكي في اليابان – )؛ هو لاعب كرة قدم ياباني سابق كان يلعب كمهاجم.

## وصلات خارجية
- هيروتشيكا ميوشي على موقع رابطة كرة القدم اليابانية للمحترفين (اليابانية)